# Tigrioides sabulosalis
Tigrioides sabulosalis är en fjärilsart som beskrevs av Walker 1865. Tigrioides sabulosalis ingår i släktet Tigrioides och familjen björnspinnare. Inga underarter finns listade i Catalogue of Life.